# Церковь Святого Павла (Тарту)
Це́рковь Свято́го Па́вла (эст. Pauluse kirik) − лютеранский храм в городе Тарту (Эстония).

## История
Построена по проекту Элиэля Сааринена в югендстиле. Проект был подготовлен Саариненом в 1911 году, однако строительство началось лишь в 1913 году и продолжалось с перерывами вплоть до 1917 года. Во время Второй мировой войны здание сильно пострадало от пожара.
В советское время здание использовалось как склад, также в одном из помещений располагался музей физкультуры и спорта.
В 1997 году внесён в Государственный регистр памятников культуры Эстонии.

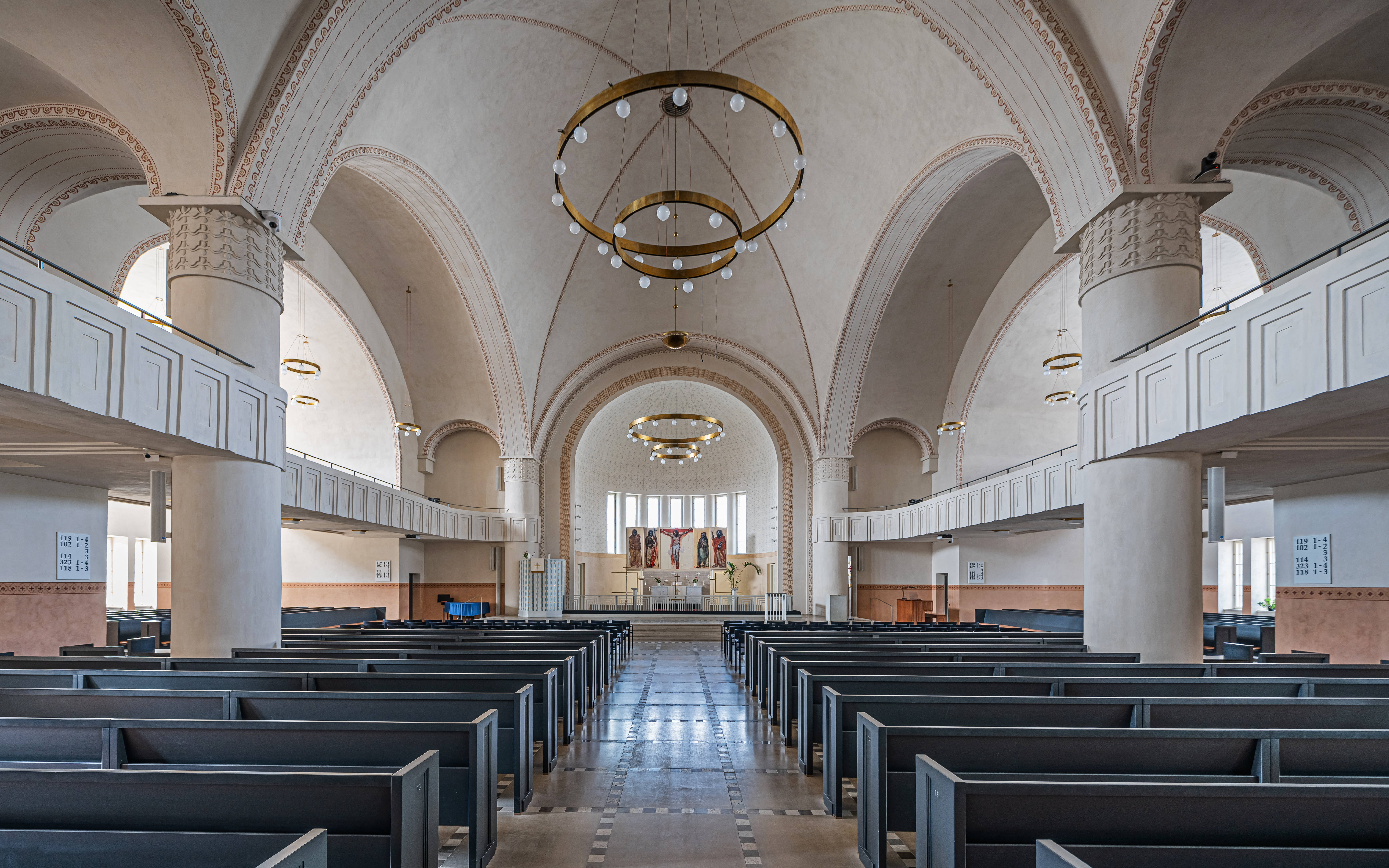
Интерьер: вид в сторону алтаря
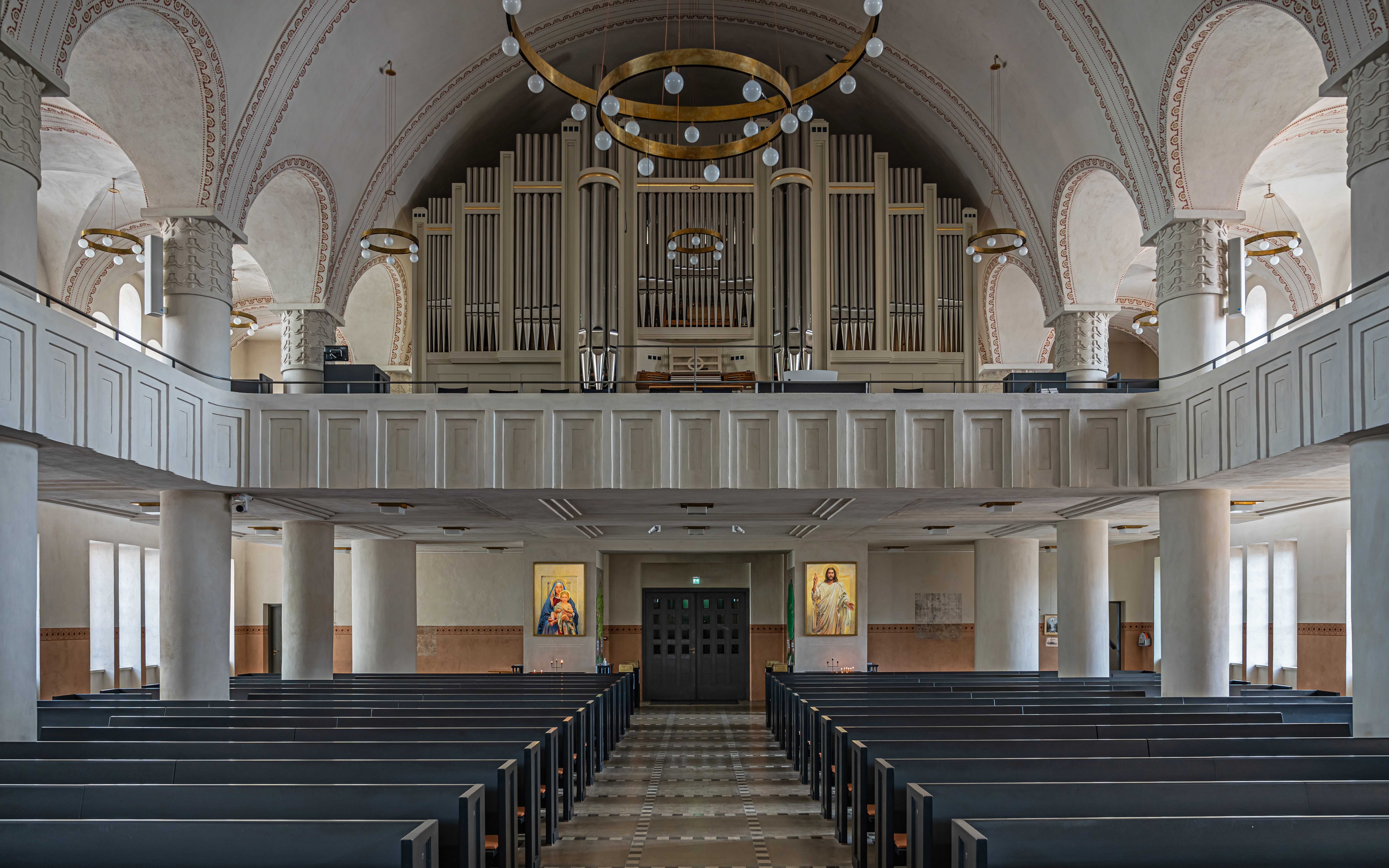
Интерьер: вид на орган